# Édouard Michelin (Industrieller, 1859)

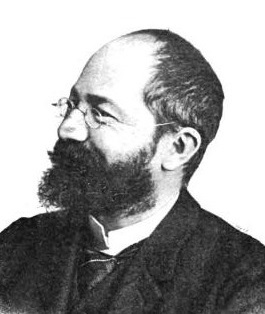
Édouard Michelin

Édouard Michelin (* 23. Juni 1859 in Clermont-Ferrand; † 25. August 1940 in Orcines, Département Puy-de-Dôme) war ein französischer Industrieller. Er erfand einen Luftreifen und ist gemeinsam mit seinem Bruder André Michelin der Begründer des Unternehmens Michelin.
Schon vorher hatte 1888 John Boyd Dunlop den ersten Luftreifen erfunden. 

## Leben
Édouard Michelin studierte zunächst Jura, daran schloss sich ein Studium der Malerei an der École des Beaux-Arts in Paris an. Im Pariser Bezirk Montparnasse eröffnete Michelin daraufhin ein Atelier. Gemeinsam mit seinem Bruder erbte er 1888 eine Gummi-Fabrik in Clermont-Ferrand, die deren Großvater gegründet hatte. Die Brüder kehrten in diesem Jahr in ihre Heimatstadt zurück und führten das Geschäft fort. Édouard entwickelte 1891 den Luftreifen für Fahrräder, einen austauschbaren Gummireifen mit Luftschlauch, dessen Konzept er 1894 für Autoreifen adaptierte.
Édouard Michelin ist auch der Erfinder von Bibendum, dem bekannten Michelin-Mann.
Der Erfolg der Erfindung war enorm, das kleine Unternehmen stieg innerhalb von nur drei Jahren zum Marktführer im Geschäft mit Fahrradreifen auf. Bis 1895 entwickelten die Michelins auch einen Luftreifen für Autos, bereits 1896 fuhren rund 300 Pariser Taxis mit Michelin-Reifen.
Nach dem Tod der Brüder wurde das Unternehmen, das zum Zeitpunkt von Édouards Tod 1940 25.000 Mitarbeiter beschäftigte, zunächst von jüngeren Familienmitgliedern fortgeführt und zu Beginn der 1950er Jahre in eine Holding umgewandelt.
| Personendaten    | Personendaten                                            |
| ---------------- | -------------------------------------------------------- |
| NAME             | Michelin, Édouard                                        |
| KURZBESCHREIBUNG | französischer Erfinder und Unternehmer (Michelin-Reifen) |
| GEBURTSDATUM     | 23. Juni 1859                                            |
| GEBURTSORT       | Clermont-Ferrand                                         |
| STERBEDATUM      | 25. August 1940                                          |
| STERBEORT        | Orcines                                                  |